# グエン・クオック・クオン

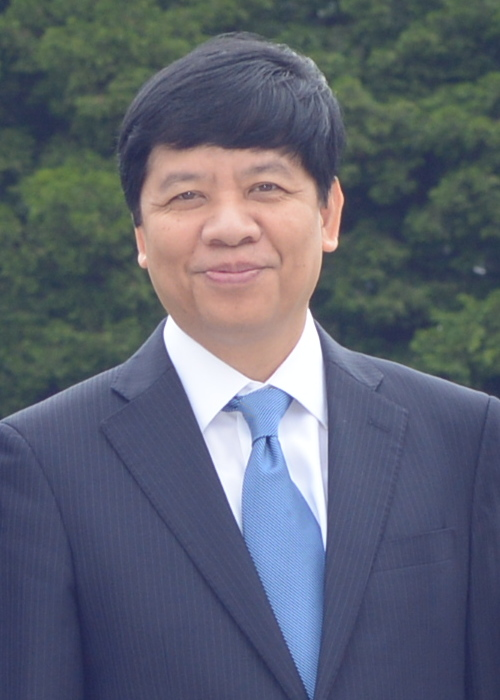
駐米大使在任時のグエン・クオック・クオン（2014年）

グエン・クオック・クオン（ベトナム語：Nguyễn Quốc Cường / 阮國强、1959年10月6日 - ）は、ベトナムの外交官。ハノイ出身。母国語のベトナム語に加えて、英語に堪能。2015年7月から2018年10月にかけて駐日特命全権大使。

## 略歴
1981年、ベトナム外交大学にて国際関係学士。1983年から1985年にかけて、兵役に服する。外務省に入省して様々な職務を遂行しながら、1997年には米国タフツ大学フレッチャー法律外交大学院にて国際関係修士を修了。2008年から2011年にかけて、バチカン関係首席交渉官。2008年から2011年および2014年から2015年にかけて、外務副大臣。
2011年から2014年にかけて、在アメリカ合衆国ベトナム大使を務める。2015年、駐日ベトナム大使を拝命。同年7月31日、皇居で信任状を捧呈。2018年10月11日、夫人を伴い皇居の御所を訪問して上皇・上皇后（当時は天皇・皇后）に面会、離任の挨拶をした。

## 日本共産党との関係
建国以来ベトナムでは共産党が一党独裁体制を敷いており、日本共産党との関係も良好である。両国の共産党同士の友好関係はクオン大使による会談にも表れており、まだ彼が駐日大使として就任して日の浅い2015年9月7日に日本共産党の党本部を訪問しており、志位和夫委員長と意見を交換して、両党関係の一層の強化に加えて日越関係の強化について確認し合い、また、志位委員長からは関係強化に加えてドイモイ（刷新。ベトナム共産党領導による経済開放政策）の成功を期待しているとの表明を受けた
2016年12月1日、来日中のファム・ミン・チンベトナム共産党政治局員・組織委員長がチン組織委員会副委員長、タン対外委員会副委員長、トアン理論評議会委員らを率いて党本部を訪問し、志位委員長、森原公敏国際委員会副責任者、小島良一国際委員会委員と懇談して、核兵器のない世界の実現や東シナ海や南シナ海における紛争の平和的解決を筆頭とする東アジアでの平和秩序の確立に向けて両党で協力を進めることで意見を一致させたが、この会談においてクオン大使も同席している。
2017年2月15日、来たる3月（当時）にニューヨークで開催される予定の「核兵器禁止条約を交渉するための国連会議」（第1会期）に向けて協力を要請する狙いで、志位委員長らがクオン大使と会談した。この席上で、志位委員長は核拡散防止条約（NPT）体制を更に上回る核兵器禁止条約の実現を一貫して追求してきた党活動や核兵器禁止条約の歴史的意義について触れながら、ベトナムに対して国際場裡における連携を要請した。これを受けてクオン大使は、核不拡散だけに止まらない核兵器廃絶がベトナムの一貫した政策であることを強調した上で日本共産党の見解に対して賛同を示し、平和を願う各国政府や諸国民とともに協力を図りたいとの意向を表明した。しかし、予定通り同年3月に開催された「核兵器禁止条約を交渉するための国連会議」（第1会期）において、高見沢将林軍縮日本政府代表部大使は自身の演説で核兵器禁止条約の理念と意義を真っ向から否定した挙句に、自公連立政権下にある日本政府は会議そのものへの不参加を表明した。日本共産党の志位委員長は政府代表ではないが同会議に出席して、ベトナムのグエン・フオン・ガー国連大使との会談が実現した。同年4月24日、クオン大使がズン武官、ビン、ディエップ両一等書記官を引き連れて日本共産党本部を訪問した際に、彼らを接受した緒方靖夫副委員長は、志位委員長とガー国連大使の会談について触れながらクオン大使の支援に謝辞を述べて、これに応えてクオン大使は、引き続き両党が団結して核兵器廃絶に取り組んでいきたいとの旨を表明した。また、同年6月6日に訪日中のグエン・スアン・フック首相がビン・ベトナム共産党中央経済委員長、ズン政府官房長官、フン首相補佐官らを率いて東京都内で日本共産党の志位委員長らと会談して、核兵器廃絶の実現や南シナ海における「力による現状変更をめざす動き」の阻止について両党が力を合わせていくことを改めて確認したが、この会談の場にもクオン大使が同席している。
2018年9月27日、クオン大使は国会を訪問して志位委員長に離任の挨拶をした。志位委員長からのねぎらいの言葉を受けて、大使は、日越関係のみならず日越両国の共産党同士の関係と信頼がますます深まっていることを評価しつつ、日本共産党に対して謝意を表明した。